# 來和
来和（?—?），字弘顺，隋朝京兆长安人。
来和年轻时好相术，所说的多应验。北周大冢宰宇文护招纳他在左右，于是出入公卿之门。开始担任为夏官府下士，官至少卜上士，赐爵安定乡男。转任畿伯下大夫，进封洹水县男。杨坚没有发迹时，来找来和看相，来和等人走了，对杨坚说：“公当王有四海。”周武帝一向厚待杨坚，齐王宇文宪对武帝说：“普六茹坚（杨坚），相貌异常，臣每次看到他，不觉茫无所措；恐怕他不会甘居人下，请及早把他除掉！”杨坚为丞相，来和仪同，隋朝建立，来和进爵为子。开皇末，来和上表自陈：
臣早奉龙颜，自北周天和三年已来，多次蒙陛下询问，当时详细说出至尊您承受天命，主宰天下。这是天授，不是由人事所及。臣没有功劳，官至五品，二十余年。臣是何人，敢不惭愧恐惧！愚臣不胜诚心之至，谨录陛下未即位之时，臣言语的可取之处，书写在秘府，死无所恨。昔日陛下在北周，曾经与永富公窦荣定讨论我：“我听到脚步声，就知道是什么人。”臣当时就说陛下眼睛好像启明星，无所不照，当为天下之主，希望您能克制诛杀。建德四年五月，周武帝在云阳宫，对臣说：“诸公都是你知道的，随公面相如何？”臣回答武帝：“随公杨坚是个信守名分、注意节操的人，可以镇守一方；如果当将领，将会无坚不摧。”臣就在宫殿东南回复陛下。陛下对我说，这话不会忘。第二年，乌丸轨（王轨）对武帝说：“随公不是人臣。”周武帝再问臣，臣知周武帝有疑心，于是欺骗他说：“随公是节臣，没有什么异相。”当时王谊、梁彦光等人知道臣的这句话。大象二年五月，陛下从永巷东门入，臣在永巷门东，面北站立，陛下问臣：“我没有灾难吧？”臣回奏陛下：“随公骨法气色相应合，天命已有所属。不久，陛下便总领百官。”
杨坚看到后大笑，进位开府，赐给他织物五百段，米三百石，地十顷。杨坚命令善于看相的来和暗中把他的儿子们都看了一遍，来和回答：“晋王杨广眉上有双骨隆起，贵不可言。”杨坚又问上仪同三司韦鼎：“我这些儿子，哪个可以继承皇位？”韦鼎回答：“陛下和皇后最喜爱的儿子应当继承皇位，这不是我敢预知的。”杨坚笑道：“你不肯明说呀！”
来和同郡韩则，曾经去找来和看相，来和对他说：“后四五当得大官。”人们开始不知说的什么意思。到了开皇十五年五月韩则去世，人们问其缘故，来和说：“十五年为三五，加五月为四五。大官，就是棺外面的椁。”来和说的都是这种话。著有《相经》四十卷。
道士张宾、焦子顺、雁门人董子华，这三人，在杨坚没有继位时，都私下对他说：“公当为天子，善自爱。”杨坚即位，以张宾为华州刺史，焦子顺为开府，董子华为上仪同。

## 延伸阅读
[在维基数据编辑]
 《北史·卷089》，出自李延壽《北史》
 《隋書·卷78》，出自魏徵《隋书》